# Dylan Andrews
Dylan Andrews (Wellington, 15 de novembro de 1979) é um lutador neozelandês de artes marciais mistas, atualmente compete no Peso Médio. Ele foi semifinalista do reality show da FX The Ultimate Fighter: Team Jones vs. Team Sonnen.

## Começo da vida e Background
Dylan Andrews nasceu em 15 de Novembro de 1979 em Wellington, Nova Zelândia e é descendente de Maoris. Ele cresce em meio de drogas e álcool e era intimidado na escola. Em seus primeiros anos, Dylan praticou diversos esportes, incluindo rugby, cricket e squash.
Ele viveu em Whakatane  e Woburn, onde ele foi à Hutt Valley High School entre 1996 e 1997.
A educação não era uma prioridade de Dylan ou sua família. Ele deixou a escola sem qualificações e tornou-se um trabalhador; ele também trabalhou em um escritório.
Andrews se mudou para a Austrália em 2003.

## Carreira no MMA

### Começo da carreira
Dylan começou a treinar artes marciais mistas em 2004 na Lion’s Den Academy em Sydney, Austrália. Ele fez sua primeira luta profissional de MMA dois anos depois em 7 de Julho de 2006, onde ele derrotou Adam Narnst por nocaute técnico após apenas 52 segundos do primeiro round.
Durante o próximo um ano e meio ele venceu suas próximas cinco lutas até no segundo round.
Dylan teve sua primeira derrota em 15 de Fevereiro de 2008 para Brian Ebersole que na época havia vencido 37 de suas 52 lutas profissionais.
Durante os próximos anos, Dylan lentamente construiu sua reputação como um lutador duro e dedicado. Ele derrotou o lutador do UFC e participante do The Ultimate Fighter 4, Shonie Carter. Ele se recusou a bater em sua luta contra Jesse Taylor em uma guilhotina, o árbitro teve que interromper a luta com Andrews inconsciente.
Ele lutou em alguns eventos inaugurais, como nos primeiros Cage Fighting Championship, Legend Fighting Championship e Australian Fighting Championship.

### Patrocínios e ginásios
Dylan tem patrocínios com Lonsdale London (Austrália), que incluía em sua equipe Real Fighters, bem como TapouT, ASN, Muscle Lab, Line Break Compression, Cocktail And Dreams e AST Performance.
Andrews começou a treinar MMA na Sydney Lion’s Den Academy sobre Luke Pezzutti. Ele se mudou para a Five Rings Dojo, Gold Coast em 2008. Ele agora luta para Heartbreak Conditioning e ginásio PUMMA em Gold Coast, trainando sobre Vince Perry.
Dylan é conhecido por sua dedicação no ginásio:
| “                                              | Eu dou grandes adereços para caras que trabalham duro. Dylan Andrews é um desses caras. Ninguém apressa mais do que esse cara ... ninguém merece (sucesso) mais do que esse cara. | ” |
| — Soa 'The Hulk' Palelei, 2 de Agosto de 2013. | |   |

### Estilo de luta
Dylan é um boxer e wrestler com estilo de luta muito agressivo, e dinâmico. Suas mãos rápidas, fortes e sua forte base de wrestling fazem dele uma força a ser reconhecido, tanto em pé como no chão. Ele quase nunca deixa a luta nas mãos dos juízes, com apenas duas de suas 21 lutas profissionais indo à decisão (ele venceu ambas).

### The Ultimate Fighter
Dylan tentou três vezes entrar para o The Ultimate Fighter, um reality show americano e competição de MMA da FX Network e UFC. Ele falhou para entrar na décima terceira e décima quinta temporada do show e versão australiana The Ultimate Fighter: The Smashes após fraco desempenho em 170 pounds (77 kg). No entanto, ele não desistiu e sua persistência valeu a pena quando em Janeiro de 2013, Andrews foi anunciado como membro do The Ultimate Fighter: Team Jones vs. Team Sonnen.
Dylan Andrews tornou-se o primeiro lutador de MMA Maoris à competir no The Ultimate Fighter.
Ele ganhou uma vaga na casa ao derrotar Tim Williams by por decisão unânime. Porém, ele não conseguiu impressionar os treinadores e foi a última escolha da Equipe Jones.
Andrews enfrentou Zak Cummings no round preliminar e saiu vitorioso com uma decisão majoritária após dois rounds. Andrews depois enfrentou a primeira escolha no geral, Luke Barnatt, nas quartas de final. Ele derrotou Barnatt no terceiro round por nocaute técnico. A luta foi declarada a 'Luta da Temporada'.
Andrews perdeu nas semifinais para Uriah Hall por nocaute técnico no segundo round.

### Ultimate Fighting Championship
A primeira luta de Andrews no UFC foi no The Ultimate Fighter 17 Finale contra Jimmy Quinlan, e ele derrotou por nocaute técnico no primeiro round. Andrews ganhou US$16,000 em sua luta de estréia no UFC.
Andrews em seguida enfrentou Papy Abedi em 28 de Agosto de 2013 no UFC Fight Night: Condit vs. Kampmann II. Após ser controlado por dois round, Andrews deu à volta e venceu por nocaute no terceiro round.
Andrews enfrentou o seu ex-companheiro de TUF Clint Hester em 6 de Dezembro de 2013 no UFC Fight Night: Hunt vs. Pezão. A luta foi bem movimentada, porém apesar de um bom começo Andrews deslocou o ombro no fim do segundo round e os médicos interromperam a luta ao fim do segundo round.
Andrews então enfrentou Sam Alvey em 7 de Novembro de 2014 no UFC Fight Night: Rockhold vs. Bisping e após tentar uma queda, o adversário caiu sobre a sua cabeça e atordoou Dylan, Alvey montou e deu uma sequência de socos, encerrando com a luta.
Andrews enfrentou Brad Scott em 9 de Maio de 2015 no UFC Fight Night: Miocic vs. Hunt, após dominar seu adversário no primeiro, ele foi derrotado por finalização no segundo round. Com a derrota, Andrews foi demitido da organização.

## Campeonatos e realizações
- Ultimate Fighting Championship
  - Luta da Temporada The Ultimate Fighter 17

- Nitro MMA
  - Título Peso Médio do Nitro (Uma vez)

- Ju Jitsu Brasileiro
  - Campeão Estadual de New South Wales de Ju Jitsu Brasileiro (2005, 2006 e 2007)

## Cartel no MMA
| Cartel no MMA   |             |            |
| 24 lutas        | 17 vitórias | 7 derrotas |
| Por nocaute     | 12          | 3          |
| Por finalização | 3           | 4          |
| Por decisão     | 2           | 0          |

| Res.    | Cartel   | Oponente                 | Método                                 | Evento                                     | Data       | Round | Tempo | Local                      | Notas                                |
| ------- | -------- | ------------------------ | -------------------------------------- | ------------------------------------------ | ---------- | ----- | ----- | -------------------------- | ------------------------------------ |
| Derrota | 17-7 (1) | Brad Scott               | Finalização (guilhotina)               | UFC Fight Night: Miocic vs. Hunt           | 09/05/2015 | 2     | 4:54  | Adelaide                   |                                      |
| Derrota | 17-6 (1) | Sam Alvey                | Nocaute (socos)                        | UFC Fight Night: Rockhold vs. Bisping      | 07/11/2014 | 1     | 2:16  | Sydney                     |                                      |
| Derrota | 17-5 (1) | Clint Hester             | Nocaute Técnico (interrupção médica)   | UFC Fight Night: Hunt vs. Pezão            | 07/12/2013 | 2     | 5:00  | Brisbane, Queensland       | Andrews deslocou o ombro.            |
| Vitória | 17–4 (1) | Papy Abedi               | Nocaute (socos)                        | UFC Fight Night: Condit vs. Kampmann II    | 28/08/2013 | 3     | 1:32  | Indianapolis, Indiana      |                                      |
| Vitória | 16–4 (1) | Jimmy Quinlan            | Nocaute Técnico (socos)                | The Ultimate Fighter 17 Finale             | 13/04/2013 | 1     | 3:22  | Las Vegas, Nevada          |                                      |
| Vitória | 15–4 (1) | Hale Vaa'sa              | Decisão (unânime)                      | Nitro MMA - Nitro 5                        | 24/03/2012 | 3     | 5:00  | Logan City, Queensland     | Ganhou o Título Peso Médio do Nitro. |
| Vitória | 14–4 (1) | Steve Thomas             | Nocaute Técnico (cansaço)              | Cage Fighting Championships 20             | 24/02/2012 | 1     | 5:00  | Gold Coast, Queensland     |                                      |
| Vitória | 13–4 (1) | Ross Dallow              | Nocaute Técnico (socos)                | Australian Fighting Championship 2         | 03/09/2011 | 1     | 0:57  | Melbourne, Victoria        |                                      |
| Vitória | 12–4 (1) | Rob Giuffrida            | Nocaute Técnico (socos)                | Nitro MMA - Nitro 3                        | 09/07/2011 | 2     | 4:24  | Logan City, Queensland     |                                      |
| Derrota | 11–4 (1) | Jesse Taylor             | Finalização Técnica (guilhotina)       | Australian Fighting Championship 1         | 12/11/2010 | 1     | 2:40  | Melbourne, Victoria        |                                      |
| Derrota | 11–3 (1) | James Vainikolo          | Finalização (mata leão)                | XMMA 2 - ANZ vs. USA                       | 31/07/2010 | 2     | 4:14  | Sydney, New South Wales    |                                      |
| Vitória | 11–2 (1) | Shonie Carter            | Decisão (unânime)                      | Cage Fighting Championships 13             | 16/04/2010 | 3     | 5:00  | Gold Coast, Queensland     |                                      |
| NC      | 10–2 (1) | Dorjderem Munkhbayasgala | Sem Resultado (socos na nuca)          | Legend Fighting Championship 1             | 11/01/2010 | 1     | 0:50  | Hong Kong                  |                                      |
| Vitória | 10–2     | Jeff King                | Finalização (guilhotina)               | Cage Fighting Championships 11             | 20/11/2009 | 1     | 4:58  | Sydney, New South Wales    |                                      |
| Vitória | 9–2      | Yuji Hisamatsu           | Nocaute Técnico (socos)                | FWC 2 - Return of the Warriors             | 18/04/2009 | 1     | 2:33  | Nerang, Queensland         |                                      |
| Vitória | 8–2      | Sandro Sampaio           | Nocaute Técnico (socos)                | TTCW 2 - North vs. South                   | 22/11/2008 | 1     | 1:02  | Canterbury                 |                                      |
| Derrota | 7–2      | Jacob O'Connell          | Finalização (estrangulamento anaconda) | Cage Fighting Championships 6 - Eliminator | 07/11/2008 | 1     | 0:37  | Sydney, New South Wales    |                                      |
| Vitória | 7–1      | Marvin Arnold Bleau      | Nocaute Técnico (socos)                | Two Worlds Collide                         | 24/05/2008 | 1     | 1:50  | Canterbury                 |                                      |
| Derrota | 6–1      | Brian Ebersole           | Nocaute Técnico (socos)                | Cage Fighting Championships 3              | 15/02/2008 | 2     | 4:26  | Sydney, New South Wales    |                                      |
| Vitória | 6–0      | Api Hemara               | Finalização (mata leão)                | Cage Fighting Championships 2              | 23/11/2007 | 2     | 3:15  | Sydney, New South Wales    |                                      |
| Vitória | 5–0      | Kal Bacy                 | Nocaute Técnico (socos)                | Cage Fighting Championships 1              | 27/07/2007 | 1     | 1:50  | Sydney, New South Wales    |                                      |
| Vitória | 4–0      | Stephen Walton           | Finalização (mata leão)                | Shooto Australia - Superfight Australia 1  | 26/05/2007 | 2     | 4:23  | Perth, Western Australia   |                                      |
| Vitória | 3–0      | Yoann Gouaida            | Nocaute Técnico (socos)                | Warriors Realm 8                           | 23/03/2007 | 2     | N/A   | Sunshine Coast, Queensland |                                      |
| Vitória | 2–0      | Lenny Kent               | Nocaute                                | Warriors Realm 7                           | 04/11/2006 | 1     | 3:14  | Sunshine Coast, Queensland |                                      |
| Vitória | 1–0      | Adam Narnst              | Nocaute Técnico (socos)                | XFC 11                                     | 07/07/2006 | 1     | 0:52  | Logan Central, Queensland  |                                      |

### Cartel de exibição no MMA
| Res.    | Cartel | Oponente     | Método                  | Evento | Data                            | Round | Tempo | Local             | Notas                         |
| ------- | ------ | ------------ | ----------------------- | ------ | ------------------------------- | ----- | ----- | ----------------- | ----------------------------- |
| Derrota | 3-1    | Uriah Hall   | Nocaute Técnico (socos) | TUF 17 | 09/04/2013 (data que foi ao ar) | 2     | 4:50  | Las Vegas, Nevada | Semifinal do TUF 17.          |
| Vitória | 3-0    | Luke Barnatt | Nocaute Técnico (socos) | TUF 17 | 26/03/2013 (data que foi ao ar) | 3     | 1:57  | Las Vegas, Nevada | Quartas de Final do TUF 17.   |
| Vitória | 2-0    | Zak Cummings | Decisão (majoritária)   | TUF 17 | 12/03/2013 (data que foi ao ar) | 2     | 5:00  | Las Vegas, Nevada | Round Preliminar do TUF 17.   |
| Vitória | 1–0    | Tim Williams | Decisão (unânime)       | TUF 17 | 22/01/2013 (data que foi ao ar) | 2     | 5:00  | Las Vegas, Nevada | Round Eliminatório do TUF 17. |